# Fjenneslev
Fjenneslev – miasto w Danii, w regionie Zelandia, w gminie Sorø.